# Martinjärvi (sjö i Lappland, lat 66,68, long 26,82)
Martinjärvi är en sjö i Finland. Den ligger i kommunen Kemijärvi i landskapet Lappland, i den norra delen av landet, 700 km norr om huvudstaden Helsingfors. Martinjärvi ligger 206,2 meter över havet. Den är 4,6 meter djup. Arean är 74,7 hektar och strandlinjen är 9,75 kilometer lång. Sjön  ingår i Kemi älvs huvudavrinningsområde. 